# Cristeryssamena
Cristeryssamena es un género de escarabajos longicornios de la tribu Acanthocinini.

## Especies
- Cristeryssamena alterna (Holzschuh, 2003)
- Cristeryssamena besucheti (Breuning, 1971)
- Cristeryssamena cristipennis (Breuning, 1963)